# Fatsja japońska
Fatsja japońska (Fatsia japonica (Thunb.) Decne. & Planch.) – gatunek rośliny z rodziny araliowatych. Występuje w południowej Japonii, Korei i na wyspach Riukiu, a jako introdukowany w południowo-wschodnich Chinach, w Nowej Zelandii, Wielkiej Brytanii i na wyspach Juan Fernández. 
Fatsja japońska jest gatunkiem typowym rodzaju fatsja Fatsia.

## Zastosowanie i uprawa
Roślina jest uprawiana jako roślina ozdobna, w wielu odmianach, na obszarach o klimacie łagodnym (znosi mrozy do -10°C) w zachodniej Europie i USA. Jest cenioną rośliną do nasadzeń miejskich – dobrze rośnie w miejscach zacienionych wśród budynków, a przy tym pomaga w oczyszczaniu miejskiego powietrza. W klimacie chłodniejszym uprawiana jest jako roślina pokojowa w pomieszczeniach. 
Jedną z odmian fatsji japońskiej, F. japonica 'Moseri', skrzyżowano w 1910 roku w szkółce w Nantes z bluszczem irlandzkim H. helix subsp. hibernica, uzyskując mieszańca nazwanego fatsjobluszczem lizjańskim (lub fatshederą) ×Fatshedera lizei. Mieszaniec ten stał się popularną rośliną ozdobną.